# 迪皮尼亚诺
迪皮尼亚诺（義大利語：Dipignano），是意大利科森扎省的一个市镇。总面积23平方公里，人口4489人，人口密度195.2人/平方公里（2009年）。ISTAT代码为078049。